# Сауин
Сауин или Самайн (на английски: Samhain (/ˈsɑːwɪn, ˈsaʊɪn/), на шотландски келтски: Samhuinn ([ˈs̪ãũ.ɪɲ]), на ирландски: Samhain ([ˈsˠəunʲ]), на мански: Sauin ([ˈsoːɪnʲ])) е келтски празник по случай приключване събирането на реколтата. С него се отбелязвал краят на текущата селскостопанска година и началото на следващата. Впоследствие съвпаднал по дата с навечерието на Деня на вси светии (в католицизма), като повлиява на традициите, свързани с народно-католическия празник Хелоуин.
Празникът е един от четирите главни празници от Колелото на годината при последователите на уика и келтските неоезичници.